# Luís de Sousa Cavalcanti
Luiz de Souza Cavalcante (Rio Largo\AL, 18 de junho de 1913 – Brasília/DF, 30 de setembro de 2002) foi militar e político, eleito deputado federal, senador e governador de Alagoas.

## Biografia
Filho de Inácio Morais Cavalcante e Maria de Souza Cavalcante, casou-se com Mariontina de Moraes Cavalcante e teve uma filha, Maria Luiza de Souza Cavalcante.
Ingressou na Escola Militar do Realengo em 1937, chegando à patente de general-de-brigada. Foi Diretor da Comissão de Estradas e Rodagem de Alagoas durante o governo Arnon de Melo, estreou na política pela UDN em 1954, quando foi eleito suplente do senador Rui Palmeira.
Em 1958 foi eleito deputado federal e, em 1960, governador de Alagoas para um mandato de cinco anos. Ingressou na ARENA sendo reeleito deputado federal em 1966, e posteriormente eleito para o Senado Federal para as legislaturas de 1970/1978 e 1978/1986. Foi filiado ao PDS, PFL e PMDB.